# Hamdi vs Rumsfeld
Hamdi vs Rumsfeld (caso n.º 542 U.S. 507 del 2004), fue un caso del Tribunal Supremo de los Estados Unidos en el cual el tribunal reconoció el poder del gobierno para detener a un combatiente enemigo, incluidos los ciudadanos estadounidenses, pero dictaminó que los detenidos que son ciudadanos estadounidenses deben tener los derechos de debido proceso y la capacidad de defenderse de la acusación "combatiente enemigo" ante una autoridad imparcial.
Revocó la desestimación por un tribunal inferior de una petición habeas corpus presentada en nombre de Yaser Esam Hamdi, un ciudadano estadounidense al que se mantuvo detenido de forma indefinida sin acusación formal después de ser capturado en Afganistán en 2001. Tras la decisión de la corte, el 9 de octubre de 2004, el gobierno de los Estados Unidos liberó a Hamdi sin cargos y lo deportó a Arabia Saudita.
Tiene amplias repercusiones como precedente en los casos de justicia relacionados con habeas corpus, derecho al debido proceso y las enmiendas  quinta, sexta y decimocuarta de la Constitución de los Estados Unidos.

## Exposición del caso

### Antecedentes y captura
Yaser Esam Hamdi, ciudadano estadounidense, fue capturado en Afganistán por las fuerzas de la Alianza del Norte en noviembre de 2001, y fue entregado a las Fuerzas Armadas de los Estados Unidos durante la  invasión estadounidense de Afganistán. El gobierno de EE. UU. alegó que Hamdi estaba luchando con las fuerzas talibán, pero este lo negó, afirmando que se trataba de un error. 
Tras ser enviado al Centro de detención de Guantánamo se descubrió su ciudadanía americana, y debido a eso fue trasladado a una prisión militar en Norfolk (Virginia) en abril de 2002. Hamdi estuvo incomunicado en régimen de detención indefinida bajo custodia militar y se le negó el procedimiento legal debido, el acceso a un abogado, la formulación de cargos por un gran jurado y un juicio con jurado. No fue acusado de ningún delito y no se celebró una vista militar sobre su caso. Por otra parte, el presidente Bush calificó a Hamdi de “combatiente enemigo”[cita requerida].

### Detención y primera demanda legal
En mayo de 2002, Frank Dunham, fiscal federal del distrito Este de Virginia, presentó en el tribunal federal de Norfolk una petición de mandato de habeas corpus en nombre de Hamdi. La petición dio lugar a una serie de idas y venidas entre la sala de la audiencia del juez Robert G. Doumar y el Tribunal de Apelaciones de Estados Unidos para el cuarto circuito. Todas las órdenes del tribunal de primera instancia que intentaban presar a Hamdi algún reconocimiento de derechos fueron anuladas o modificadas por el Tribunal de Apelaciones.
A petición del gobierno, el Tribunal de Apelaciones del cuarto circuito revocó la orden inicial del tribunal de primera instancia para que se permitiera a Hamdi reunirse en privado con su abogado, alegando que ni el defensor público federal ni ninguna otra persona que presentó la petición de habeas corpus como “representante” se hallaba legalmente capacitado, pues no habían mantenido relaciones anteriores con el prisionero.

### Batalla de apelaciones
A raíz de la presentación de otra petición de habeas corpus en nombre de Hamdi por el padre de éste, el gobierno volvió a recurrir una nueva orden del tribunal de primera instancia según la cual se debía permitir a Hamdi reunirse en privado con su abogado. El Cuarto Circuito revocó el fallo y confirmó el auto de prisión para que se realizaran nuevas actuaciones alegando que el juez Doumar no había tenido en cuenta adecuadamente las implicaciones de aquel acto y no había dado al gobierno la oportunidad de responder.
El juez Doumar insistió luego para que se ofreciera a Hamdi cierto grado de procedimiento debido, ordenando al gobierno, el 31 de julio de 2002, proporcionar al tribunal, además de una declaración conclusiva presentada por Michael Mobbs, asesor especial del subsecretario de Defensa para asuntos políticos, varios documentos entre los que se incluían copias de todas las declaraciones de Hamdi, una lista de todas las personas que le habían sometido a interrogatorio y copias de cualquier declaración relacionada con él y realizadas por miembros de la Alianza del Norte. Aquellas pruebas Habían de entregarse únicamente al juez de sala y no a Hamdi o a su letrado. El gobierno, no obstante, se negó a cumplir tal orden y presentó con éxito otra apelación. Esta vez, el Cuarto Circuito ordenó al tribunal de distrito que, “antes de seguir adelante, tuviera en cuenta, como un asunto independiente, la suficiencia de la declaración de Mobbs”.
Tras una vista, el juez Doumar pensó que, antes de poder dictar sentencia sobre la petición de habeas corpus, necesitaba conocer más datos que los contenidos en la declaración de Mobbs sobre la captura y detención de Hamdi. El juez de sala, tras declarar que no iba a limitarse a refrendar la voluntad del ejecutivo, ordenó de nuevo a los militares que le proporcionaran información adicional para su revisión. El 16 de agosto de 2002, el juez Doumar suspendió los procedimientos y solicitó la guía del Cuarto Circuito sobre la cuestión de si la declaración de Mobbs era suficiente para permitir una revisión judicial razonable de la clasificación de Hamdi como combatiente enemigo.
El 8 de enero de 2003, el Cuarto Circuito revocó una vez más el fallo del tribunal de primera instancia y ordenó que se desatendiera la petición de habeas corpus de Hamdi. La comisión técnica de tres jueces falló: “Al ser indiscutible que Hamdi fue capturado en una zona de combate activo en un teatro de operaciones extranjero, opinamos que la declaración presentada [por Mobbs] es base suficiente para concluir que el comandante en jefe ha detenido constitucionalmente a Hamdi de conformidad con los poderes de guerra que le ha confiado la Constitución de Estados Unidos. No es necesario ni apropiado realizar más indagaciones acerca de los hechos”.

### Decisión final del tribunal de apelación
Finalmente, el 9 de julio de 2003, los jueces del Cuarto Circuito, fuertemente divididos, denegaron su petición para comparecer en una nueva vista ante el tribunal en pleno. Varios jueces del Tribunal de Apelaciones criticaron con dureza la suposición de los hechos aceptada por la comisión. El juez Michael Luttig observó rotundamente que, en realidad, no era un hecho conocido ni incontrovertido que Hamdi fuera capturado en una zona de combate, pues “no se le había permitido hablar por sí mismo, ni tan siquiera a través de un letrado, respecto a aquellas circunstancias”. La juez Diana Gribbon Motz arremetió contra la denegación de procedimiento debido a un ciudadano estadounidense: “… Hamdi… no ha sido acusado… el poder ejecutivo no quiere declarar cuando será liberado … tampoco ha permitido a Hamdi comparecer ante un tribunal, consultar con un letrado o comunicarse de alguna manera con el mundo exterior. … una comisión de este juzgado ha sostenido que una breve declaración por rumores presentada por el señor Michael Mobbs es legalmente suficiente para permitir una revisión judicial sensata”.
Durante los catorce meses de lucha en los tribunales federales, Hamdi no obtuvo una vista probatoria sobre la suficiencia factual y legal de aquella designación como combatiente enemigo y sobre la detención indefinida impuesta por el ejército.

## Juicio del Tribunal Supremo
Pese a que ninguno de los dictámenes del Tribunal consiguió una mayoría, ocho de los nueve jueces coincidieron en que el gobierno no tiene la potestad para encarcelar indefinidamente a un ciudadano estadounidense denegándole el procedimiento debido.

### Ponencia deO'Connor. Aprobada.
En el dictamen de la juez O’Connor, al que se adhirieron el juez Rehnquist, presidente del tribunal, y los jueces Breyer and Kennedy, se defendía la tesis de que, pese a que, aunque la Ley de No Detención prohíbe que se detenga a un ciudadano estadounidense “a no ser en conformidad con una ley del Congreso”, el Congreso había autorizado expresamente la detención de Hamdi en su Autorización para el Uso de la Fuerza Militar (AUMF en sus siglas inglesas, y a partir de ahora en este texto) tras el 11-S, el procedimiento debido exige conceder a un ciudadano encarcelado en Estados Unidos como combatiente enemigo una oportunidad razonable de impugnar el fundamento factual de dicha detención ante unos árbitros neutrales.
La juez O’Connor se basó firmemente en el precedente en:Mathews v. Eldridge para afirmar que “no existen limitaciones para que esta nación EEUU detenga a uno de sus propios ciudadanos como combatiente enemigo”. El hecho de que el Congreso no autorizara la detención indefinida no viene apenas al caso, pues “la idea de que la detención no pueda durar más que las hostilidades activas es un principio legal claramente establecido”. Sin embargo, dada la naturaleza no convencional de la guerra contra el terrorismo y la improbabilidad de que concluya con un acuerdo de armisticio formal “no tiene nada de exagerada” la preocupación de Hamdi ante la posibilidad de permanecer detenido el resto de su vida.
O’Connor escribió también que “a menos que el Congreso lo suspenda, el recurso del habeas corpus es un derecho de los ciudadanos detenidos como combatientes enemigos”, así como que “un ciudadano detenido que intente impugnar su clasificación como combatiente enemigo deberá ser informado del fundamento para que le hayan clasificado así y contar con una oportunidad justa para rebatir ante un árbitro neutral las acusaciones de la fiscalía.”

### Voto particular deDavid Souter
El dictamen del juez Souter, al que se adhirió la juez Ruth Bader Ginsburg, presentó un voto en el que apoyaba unas partes del dictamen de la juez O’Connor y se oponía a otras. Souter estaba de acuerdo con la negativa hacia las limitaciones al ejercicio de la jurisdicción sobre las peticiones de habeas corpus, pero disentía de su conclusión de que, con la autorización del uso de la fuerza de 2001, el Congreso había autorizado la detención de ciudadanos norteamericanos. A falta de otras pruebas, inexistentes en aquel momento, la Ley de No Detención daba derecho a Hamdi a ser puesto en libertad.
Remontándonos al origen de dicha ley, se descubre que se derogó la Ley de Detención en Situaciones de Emergencia de 1950 (que permitía la detención en tiempo de emergencia de cualquier persona de quien se pensara que podía realizar actos de espionaje o sabotaje) por la Ley de No Detención en 1971, para evitar una repetición del internamiento masivo de americanos de ascendencia japonesa durante la Segunda Guerra Mundial y evitar episodios como el de "Korematsu vs Estados Unidos". Conociendo el origen de la ley, resulta clara la intención de exigir una ley del Congreso que autorice explícitamente dichas detenciones.
El juez Souter no veía tampoco que las actuaciones del presidente estuvieran autorizadas por el derecho de guerra, pues pese a que la Casa Blanca declaró a comienzos de 2002 que “la Convención de Ginebra se aplica a los talibán detenidos” (lo que significaría considerar a Hamdi prisionero de guerra según la Tercera Convención de Ginebra), no fue tratado como tal, pues se le mantuvo incomunicado.
Dada la tajante división existente en el Tribunal Supremo sobre el grado de procedimiento debido a Hamdi, los jueces Souter y Ginsburg emitieron el voto decisivo para el resultado del caso. Pese a no llegar a una conclusión en firme respecto al procedimiento debido a Hamdi, el juez Souter de adhirió al voto compartido de la juez O’Connor para dar un efecto práctico a “las conclusiones de ocho de los miembros del tribunal que habían rechazado la posición del gobierno”, porque dicho dictamen ordenaba “remitir el caso [a las instancias inferiores] en las condiciones más cercanas a las que impondría yo mismo”. Aun así, el juez Souter advirtió que, al actuar de ese modo, no estaba dando por supuesto que se hallase de “acuerdo con que el gobierno podía reivindicar una presunción justificativa que impusiera a Hamdi la carga de la refutación […] o con que la posibilidad de litigar ante un tribunal militar podía obviar o recortar las pesquisas de un tribunal sobre una petición de habeas corpus”.

### Voto particular deAntonin Scalia
El juez Scalia, al que se unió el juez John Paul Stevens , reprendía a los firmantes del voto compartido de la ponencia mayoritaria por preferir las “exigencias de la seguridad nacional” al “derecho constitucional de nuestros ciudadanos a su libertad personal”.
Según sus palabras, “Cuando el gobierno acusa a un ciudadano de librar una guerra contra él, nuestra tradición constitucional ha sido procesarle en un tribunal federal por traición, o por algún otro delito. Si las exigencias de la guerra lo impiden, la cláusula de suspensión de la Constitución permite al Congreso rebajar temporalmente las garantías habituales (aunque solo se contemplan los casos de invasión o rebelión). En ausencia de dicha suspensión, la afirmación del ejecutivo de que existe una exigencia militar no se ha considerado suficiente para permitir una detención sin cargos. Y, dado que nadie sostiene que la autorización del uso de la fuerza sea una aplicación de la cláusula de suspensión, Hamdi debe ser juzgado bajo la ley de enjuiciamiento penal ordinaria.
Remontándose a los antecedentes históricos, recuerda que, desde el origen del habeas corpus, los ciudadanos acusados de ayudar al enemigo no eran parias constitucionales, sino que “debían ser tratados como traidores, sujetos a procedimiento penal”. A continuación alega que los redactores de la Constitución no deseaban dar “al ejecutivo autoridad para utilizar la fuerza militar, en lugar de la legal, contra ciudadanos norteamericanos en suelo de Estados Unidos.”
Citando asimismo los casos Qirin(en inglés) y Milligan(en inglés), afirma que el derecho civil solo puede ser sustituido por la autoridad militar en caso de necesidad real y presente y que no estaba justificada la suspensión del habeas corpus, añadiendo que, en ausencia de suspensión del mandato, un ciudadano detenido en un lugar donde los tribunales se hallan en funciones tiene derecho o a un juicio penal o a un decreto judicial que exija su liberación.
Con la autorización del uso de la fuerza, el Congreso no suspendió de ninguna manera el habeas corpus, pese a lo cual el Supremo está permitiendo al ejecutivo vaciar de sentido la cláusula de suspensión a expensas del poder del Congreso y la libertad personal de los ciudadanos al encontrar “una autorización del Congreso para detener a ciudadanos, donde, evidentemente, no existe”, y, “amparándose en la cláusula de procedimiento debido”, improvisar luego “las garantías procesales que considera apropiadas”.
Según la decisión del alto tribunal en el caso Hamdi, se puede despojar de su libertad a un ciudadano estadounidense y detenerlo durante años en función de un testimonio poco fiable de unos acusadores sin rostro, sin pruebas más allá de una duda razonable y sin juicio con jurado.

### Voto particular deClarence Thomas
Por último, el juez Thomas fue el único que dictaminó a favor del ejecutivo y el juzgado de apelación de Virginia, basándose en la importancia de la seguridad nacional, alegando asimismo que el presidente tiene una serie de poderes constitucionales que fueron ampliados explícitamente por el Congreso.

## Consecuencias
Al cabo de sólo unos meses de haber asegurado al Tribunal Supremo en el alegato oral que la detención militar indefinida de Hamdi era esencial para la seguridad nacional y para el triunfo en la guerra contra el terrorismo, el gobierno de Bush lo liberó sin cargos a finales de septiembre de 2004. A pesar, incluso, de que el Supremo había rebajado las exigencias de las normas de procedimiento, favoreciendo considerablemente al gobierno, Estados Unidos no pudo demostrar que Hamdi fuera en realidad un “combatiente enemigo”. En un pacto negociado por sus abogados, Hamdi accedió a renunciar a su ciudadanía norteamericana y demandar al gobierno por haber violado sus derechos civiles a cambio de trasladarse a Arabia Saudí.